# Błysk/Skin
Błysk/Skin – pierwszy singel Mai Hyży zapowiadający jej drugi album. Z piosenką „Błysk/Skin” zakwalifikowała się do finału krajowych eliminacji do 63. Konkursu Piosenki Eurowizji.

## Lista utworów
- Digital download

1. „Błysk/Skin” – 3:04[4]

## Teledysk
8 marca 2018 odbyła się premiera teledysku do piosenki. Wyreżyserował go Adrian Choduń i Jakub Obuch.
- Scenariusz i montaż: Jakub Obuch
- Make Up: Aleksandra Lewandowska
- Zdjęcia: Maja Hyży
- Produkcja: Universal Music Polska

## Preselekcje do Konkursu Piosenki Eurowizji
W lutym 2018 z piosenką „Błysk/Skin” zakwalifikowała się do finału krajowych eliminacji do 63. Konkursu Piosenki Eurowizji. Początkowo miała zaprezentować anglojęzyczną wersję "Skin", jednak dla zachowania tradycji języka polskiego, zaśpiewała w języku ojczystym. W koncercie finałowym, rozgrywanym 3 marca, zajęła siódme miejsce w głosowaniu jurorów i telewidzów.

## Notowania

### Pozycje na radiowych listach przebojów
| Kraj   | Lista (2018)                         | Najwyższa pozycja |
| ------ | ------------------------------------ | ----------------- |
| Polska | Radio Park (Lista przebojów)         | 4                 |
| Polska | Radio Zielona Góra (Lista przebojów) | 4                 |